# Мещеряков, Никита Валерьевич
Ники́та Вале́рьевич Мещеряко́в (бел. Мікіта Валер'евіч Мешчаракоў; род. 16 июня 1988, Минск, СССР) — белорусский профессиональный баскетболист, играющий на позиции лёгкого форварда. Младший брат Егора Мещерякова.

## Биография
Никита Мещеряков — воспитанник минского баскетбола. Первый тренер — Вадим Николаевич Алексин.
Проходил обучение в Республиканском училище олимпийского резерва в Минске, затем уехал в США, выступал за команды университетов Джорджтаун и Уэйк-Форест.
В 2012 году вернулся в Европу, провёл один сезон в команде второго итальянского дивизиона «Триест». В 2013 году перешёл в белорусский клуб «Цмоки-Минск», где отыграл два сезона. Сезон 2015/2016 провёл в шведском БК «Лулео». В 2016 году вернулся в «Цмоки-Минск», неоднократно выигрывал с ним чемпионат и Кубок Беларуси. В 2019 году перешёл в санкт-петербургский «Спартак», в 2020 году — в БК «Новосибирск».
Выступал за сборную Беларуси по баскетболу с 2009 по 2019 год.
Завоевал бронзовую медаль Европейских игр 2019 в составе сборной Беларуси по баскетболу 3х3.

## Достижения
- Чемпион Беларуси 2005/2006, 2013/2014, 2014/2015, 2016/2017, 2017/2018, 2018/2019.
- Обладатель Кубка Беларуси 2005, 2013, 2014, 2016, 2018.